# Régis Ploton
Pour les articles homonymes, voir Ploton.
Régis Ploton, né le 29 août 1936 à Saint-Didier-en-Velay et mort le 2 février 1998 à Saint-Étienne, est un homme politique français, sénateur de 1996 à 1998.

## Détail des fonctions et des mandats
Mandats locaux
- 1977 - 1983 : Maire de Saint-Didier-en-Velay
- 1983 - 1989 : Maire de Saint-Didier-en-Velay
- 1975 - 1976 : Conseiller général du canton de Saint-Didier-en-Velay
- 1976 - 1982 : Conseiller général du canton de Saint-Didier-en-Velay
- 1982 - 1988 : Conseiller général du canton de Saint-Didier-en-Velay
- 1988 - 1994 : Conseiller général du canton de Saint-Didier-en-Velay
- 1994 - 2 février 1998 : Conseiller général du canton de Saint-Didier-en-Velay

Mandat parlementaire
- 25 janvier 1996 - 2 février 1998 : Sénateur de la Haute-Loire